# Atalanti
Atalanti  este un oraș în Grecia.